# 外国為替及び外国貿易法
外国為替及び外国貿易法（がいこくかわせおよびがいこくぼうえきほう、昭和24年12月1日法律第228号）は、外国為替や外国貿易など、日本と外国との間の資金や財・サービスの移動や外貨建て取引の規制に関する日本の法律である。略称は外国為替法（がいこくかわせほう）、あるいは外為法（がいためほう）。「為替（かわせ）」は熟字訓であり、「為」に「かわ」や「か」の読みを当てることは出来ないため、訓読みで「がいためほう」と略して呼ばれる。
1949年（昭和24年）12月1日に公布された。
財務省国際局調査課と経済産業省貿易経済安全保障局貿易管理部が共同して所管し、日本銀行本店金融市場局為替課がその事務の一部を担う。

## 構成
- 第1章 - 総則（第1条~第9条）
- 第2章 - 我が国の平和及び安全の維持のための措置（第10条~第15条）
- 第3章 - 支払等（第16条~第19条）
- 第4章 - 資本取引等（第20条~第25条の2）
  - 第25条（役務取引等）
- 第5章 - 対内直接投資等（第26条~第46条）
- 第6章 - 外国貿易（第47条~第54条）
  - 第48条（輸出の許可等）
- 第6章の2 - 報告等（第55条~第55条の9）
- 第6章の3 - 輸出者等遵守基準（第55条の10―第55条の12）
- 第7章 - 行政手続法との関係（第55条の13）
  - （行政手続法 の適用除外）

第55条の13
第25条第1項、同条第2項若しくは第3項の規定に基づく命令若しくは同条第4項又は第48条第1項若しくは第2項の規定に基づく命令の規定による許可又はその取消しについては、行政手続法 （平成5年法律第88号）第2章 及び第3章 の規定は、適用しない。
- 第7章の2 - 審査請求（第56条~第64条）
- 第8章 - 雑則（第65条~第69条の5）
- 第9章 - 罰則（第69条の6~第73条）
- 附則

## 歴史

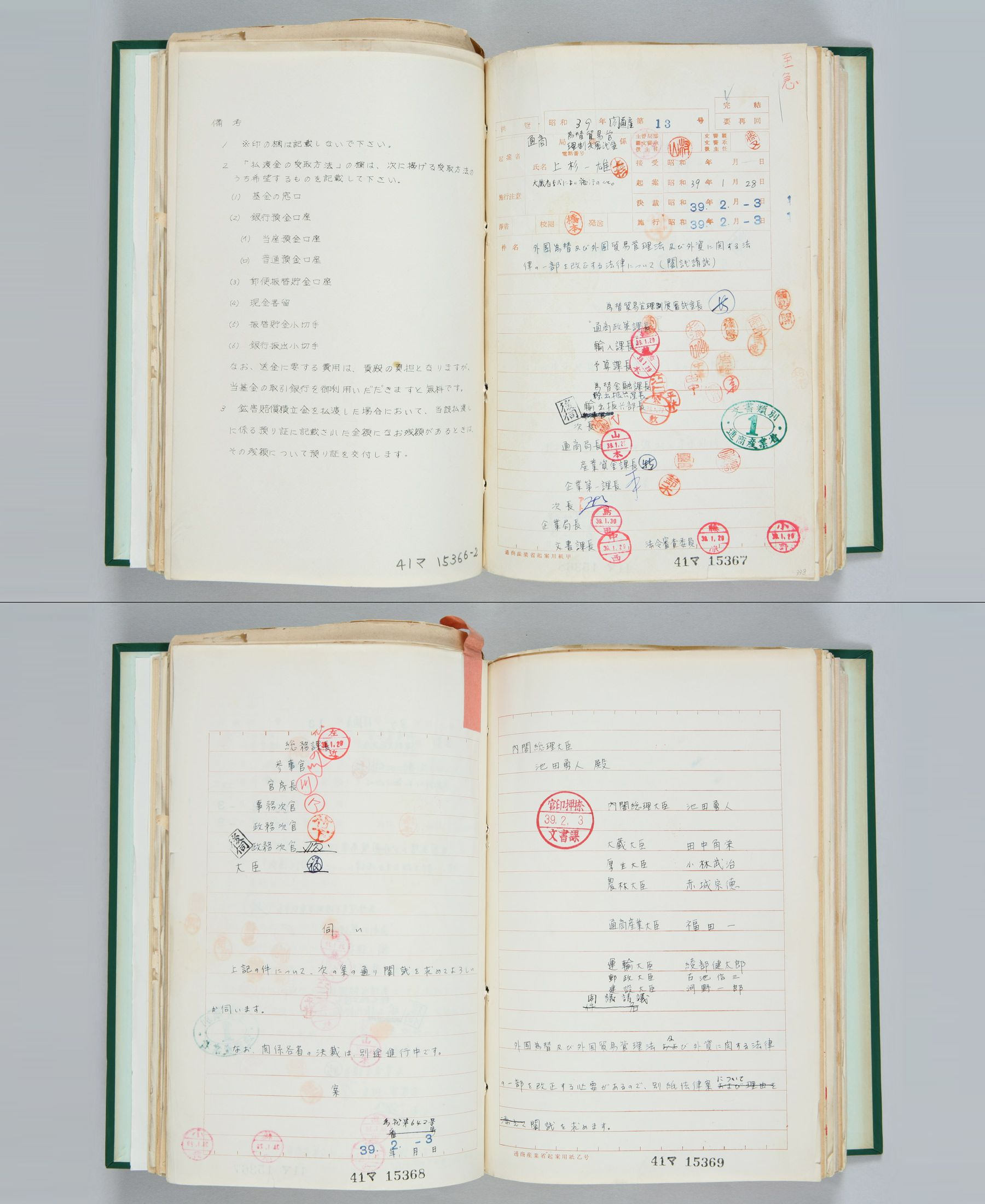
1964年（昭和39年）、IMF8条国移行に伴う外為法改正について、通商産業大臣が閣議を求めることに関する通商産業省の決裁文書。

- 1931年:金輸出再禁止（金本位制停止）、金兌換停止
- 1932年:資本逃避防止法制定
- 1933年:外国為替管理法制定。「外国為替銀行制度」が導入され、横浜正金銀行（東京銀行・東京三菱銀行を経て現・三菱UFJ銀行）がその役割を担った[2]。
- 1936年:大蔵省令により貿易為替管理を開始
- 1941年:外国為替管理法改正（戦時体制へ移行）
- 1949年:外国為替及び外国貿易管理法（外為法）並びに「外資に関する法律」（外資法）の題名のもと制定された。
  - 「対外取引原則禁止」の建前のもと[3]、その名のとおり外国為替と外国貿易を厳しく管理するために制定された。

- 1980年：対外取引を原則自由とする体系に改められた[3]。
  - 旧外資法が廃止されて同法の枠組みを本法が引き継ぎ、以後本法が外資の横断的規制を担うこととなった[4]。

- 1992年：日米構造協議等を経て、対内直接投資規制を安全保障に関するものを除き、原則事後報告制とすることを内容とする改正が行われた[5]。

- 1997年：改正法成立。
  - 第102代大蔵大臣で自民党三塚派清和政策研究会会長だった三塚博の衆議院における趣旨説明によれば、同改正法は、日本国が他国に対し、国際連合の決議に基づかずとも独自に経済制裁等の措置を講ずることを可能とするものである[6]。
- 1998年：題名が「管理」の文字を削った現行のものに改められた。
- 2004年：我が国の平和及び安全の維持のため特に必要があるときは、閣議決定に基づき、支払、資本取引、役務取引、貨物の輸出入取引などに対する規制の発動を可能とすることを内容とする改正が行われた。
  - 1997年改正が「国際平和のための国際的な努力」に日本として寄与するための必要性を要件とするのに対し、2004年改正は日本の平和及び安全のための必要性を要件とする点で異なる。

## 総則
本法は、日本法人の代表者・代理人・従業員が、その海外支店や工場等、外国においてその法人の財産や業務についてした行為や、日本国内に住所のある個人が、外国においてその人の財産や業務についてした行為についても適用される（法第5条）。
財務大臣は、円の基準外国為替相場及び外国通貨の円に対する裁定外国為替相場を定めて告示する（法第7条）。基準外国為替相場は、円と外国通貨（アメリカ合衆国ドル）の換算レートにつき、当該月の前々月中における実勢相場の平均値として、財務大臣が日本銀行本店において公示する相場をいい、裁定外国為替相場は、円とアメリカ合衆国ドル以外の外国通貨との換算レートで、財務大臣が日本銀行本店において公示する相場をいう。本法の適用を受ける取引又は行為に係る通貨による支払等（支払又は支払の受領をいう）は、財務大臣の指定する通貨により行わなければならない（法第8条）。

## 外為法の主な規制分野

### 資金移動規制
本法に基づき、特定の場合において、支払・支払の受領（法第16条。貿易関係支払に係る主務大臣は経済産業大臣、その他は財務大臣。）、資本取引（法第21条。主務大臣は財務大臣。）、特定資本取引（法第24条。主務大臣は経済産業大臣。）、支払手段・証券の輸出入（法第19条第1項。主務大臣は財務大臣。）、貴金属の輸出入（法第19条第2項。主務大臣は財務大臣。）を行う場合には、主務大臣の許可が必要となる。外国に対する経済制裁措置もこれらに基づいて発動される。

### 外資規制
法第27条は、日本における外資規制のうち個別業法による規制を除く横断的な規制を担っている。

### 貿易規制
本法に基づき、特定の貿易取引などを行う場合には、経済産業大臣の許可や承認が必要となる。
平時において安全保障上の理由から輸出管理として実施される許可制（法第25条、第48条第1項、第52条）と、安全保障・国際経済上の有事に際して経済制裁として実施される許可制・承認制（法第25条・第48条第3項・第52条）が存在する。